# Euryglossa liopa
Euryglossa liopa là một loài Hymenoptera trong họ Colletidae. Loài này được Exley mô tả khoa học năm 1976.